# 好望角照相星表
好望角照相星表，（Cape Photographic Durchmusterung，缩写为）是第一份专门针对南天的照相星表，于1900年发表，刊载了南天极周围19度范围内的454,875颗恒星，是研究银河系结构的重要资料。
好望角照相星表的编制源于皇家非洲好望角天文台台长、英国科学家大卫·吉尔（David Gill）。他用一只借来的2.5英寸镜头拍摄了1882年9月的大彗星，对照片背景上大量的恒星表示惊奇，于是用照相方法开始了一项巡天计划。他和两名助手一起，用一架口径6英寸的折射望远镜拍摄了赤纬-18度以南的天区，记录了45万多颗恒星的位置和星等数据。1896年到1900年期间，荷兰天文学家卡普坦仔细研究了这些照片，于1900年发表了好望角照相星表。